# Лизин, Валерий Товьевич
Вале́рий То́вьевич Ли́зин (29 мая 1931 года, Москва — 27 февраля 2020 года, Миасс) — советский и российский инженер-механик, прочнист, участник создания стратегических ракетных комплексов подводных лодок ВМФ СССР и ВМФ России (Государственный ракетный центр имени академика В. П. Макеева). Лауреат Государственной премии СССР (1983). Доктор технических наук (1991), доцент Московского физико-технического института (1982—1992), профессор Южно-Уральского государственного университета (1995—2010). Автор и соавтор ряда изобретений. Соавтор учебника для высшей школы. Награждён орденом «Знак Почёта» (1969), орденом Ленина (1975), медалями.

## Биография
Валерий Товьевич Лизин родился 29 мая 1931 года в Москве.
В 1956 году окончил Московский авиационный институт: инженер-механик по специальности «Самолётостроение».
С 1956 по 1992 год — работа КБ машиностроения, ФГУП «Государственный ракетный центр „КБ им. академика В. П. Макеева“»: инженер, начальник сектора (1963), начальник отдела нагрузок и прочности (1973).
Участник разработки оперативно-тактической ракеты Р-17 и трёх поколений стратегических морских комплексов с ракетами Р-17, Р-21, Р-27, Р-27У, Р-27К, Р-29, Р-29Р, Р-39, Р-29РМ и одиннадцати их модификаций в части нагрузок и прочности этих ракет. Руководитель работ по вопросам нагрузок и прочности варианта ракеты Р-39.
Кандидат технических наук (1969). Доктор технических наук (1991).
Автор 9 изобретений, 2 монографий, 2 учебников, 13 научных статей.
В 1982—1992 годы — ассистент, доцент Московского физико-технического института.
С 1995 года — профессор кафедры «Летательные аппараты» аэрокосмического факультета Южно-Уральского государственного университета, профессор филиала Южно-Уральского Государственного университета в городе Миассе, ведущий научный сотрудник Научно-технического центра Уральского автомобильного завода.
Подготовил двух кандидатов наук.
Скончался 27 февраля 2010 года в Миассе.

## Персональный вклад в ракетостроение
Лизиным В. Т. «разработаны и внедрены методы расчёта на прочность и проектирования ракетных корпусов вафельной конструкции с оптимизацией параметров конструкции по критерию минимального веса (1964-1994), предложены принципиально новая конструкция цельносварного корпуса с вафельными оболочками, которая явилась основой 2-го поколения баллистических ракет ПЛ, и пусковая шахтная установка с расположением амортизаторов на стенке шахты, при которой стало возможно размещение на ПЛ первых в мире баллистических ракет с межконтинентальной дальностью стрельбы; разработаны "Нормы прочности баллистических ракет, стартующих с ПЛ", обеспечившие безаварийную эксплуатацию всех ракетных комплексов морского базирования; разработаны методы и режимы лабораторий экспериментальной отработки прочности; разработана и внедрена в практику работы КБ система исходных данных, без которой невозможна разработка сложных технических систем».

## Избранные труды

### Монографии
- Лизин В. Т. Методика проектного расчета и анализ весовой оптимальности некоторых узлов конструкций ракет. — М.: Дом техники, 1965. — 93 с.
- Лизин В. Т., Пяткин В. А. Проектирование тонкостенных конструкций. — М.: Машиностроение, 1976. — 408 с.
  - То же. Изд. 2-е. 1985. — 344 с.
  - То же. 1993. (Монография издана в Китае[3])

### Учебно-методическая литература
- Лизин В. Т. Прочность конструкций БРПЛ: Учебное пособие. — Миасс: 1989.
- Лизин В. Т., Пяткин В. А. Проектирование тонкостенных конструкций. [Учеб. пособие для вузов по направлению «Авиа- и ракетостроение».] Изд. 3-е, перераб. и доп. — М.: Машиностроение, 1994. — 380 с.[5] — ISBN 5-217-02379-1
- Лизин В. Т., Пяткин В. А. Проектирование тонкостенных конструкций: Учеб. пособие для студентов вузов, обучающихся по направлению «Авиа- и ракетостроение». Изд. 4-е, перераб. и доп. — М.: Машиностроение, 2003. — 447 с.[6] — ISBN 5-217-03209-X
- Ануфриев А. П ., Лизин В. Т. Прочность баллистических ракет с подводным стартом: Учебное пособие для вузов. 2-е изд., стер. - Санкт-Петербург : Лань, 2025. - 200 с. [7]

### Статьи
- Лизин В. Т., Пяткин В. А. Проектировочный расчет вафельных оболочек минимального веса // Авиационная промышленность. 1972. № 7.
- Лизин В. Т., Пяткин В. А. Анализ весовой эффективности трёхслойных оболочек // Оборонная техника. 1973. № 6.

## Награды и премии
- Орден Знак Почёта (1969)
- Орден Ленина (1975)
- Государственная премия СССР (1983)
- Заслуженный работник ГРЦ имени академика В. П. Макеева (1991)
- Медаль имени академика М. В. Келдыша Федерации космонавтики России (1991) (в честь 30-летия полёта Ю. А. Гагарина)
- Медаль имени академика В. П. Макеева Федерации космонавтики России (1992)